# 頓巴斯球場
頓巴斯球場（羅馬化：Donbas Arena）是一座位於烏克蘭頓內次克的足球場，在2009年8月29日啟用。可容納52,518人，為頓內次克礦工的主場，也為2012年歐洲國家盃比賽場館之一。顿巴斯战争期間，于2014年遭親俄武裝因不明原因炮击破坏，頓內次克礦工目前搬遷至基輔的奧林匹克國家綜合體育場。在2022年俄羅斯入侵烏克蘭期间，该体育场再次遭到乌克兰炮兵攻击而受到破坏。

## 外部連結
- 官方網站